# Gometz-le-Châtel
Gometz-le-Châtel ist eine französische Gemeinde mit 2.635 Einwohnern (Stand 1. Januar 2022) im Département Essonne in der Region Île-de-France; sie gehört zum Arrondissement  Palaiseau und zum Kanton Les Ulis.

## Nachbargemeinden
| Gif-sur-Yvette  | Gif-sur-Yvette                              | Bures-sur-Yvette         |
| Gometz-la-Ville | Kompassrose, die auf Nachbargemeinden zeigt | Bures-sur-Yvette         |
| Gometz-la-Ville | Janvry                                      | Saint-Jean-de-Beauregard |

## Geschichte
Gometz-le-Châtel wird erstmals im Jahr 1068 erwähnt. Die Kirche Saint-Clair stammt aus dem 11. Jahrhundert und ist als Monument historique klassifiziert.

## Bevölkerungsentwicklung
| Jahr                      | 1962 | 1968 | 1975 | 1982 | 1990 | 1999 | 2007 |
| Einwohner                 | 279  | 978  | 1342 | 1407 | 1763 | 1849 | 2091 |
| Quelle: Cassini und INSEE |      |      |      |      |      |      |      |

## Persönlichkeiten
- Louis Malet de Graville (1483–1516), Admiral von Frankreich, Herr von Gometz (Haus Malet)
- Charles Péguy (1873–1914), Schriftsteller, lebte in Gometz-le-Châtel
- Ernest Lorson (1895–1959), Schweizer Politiker, lebte in Gometz-le-Châtel